# 夏普敦 (印第安納州)
夏普敦（英語：Sharptown）是位於美國印地安納州富蘭克林縣的一個非建制地區。該地的面積和人口皆未知。